# Rollingwood (Texas)
Pour les articles homonymes, voir Rollingwood.
Rollingwood est une ville située au centre du comté de Travis, au Texas, aux États-Unis,.

## Démographie
Lors du recensement de 2010, la ville comptait une population de 1 412 habitants. Elle est estimée, en 2017, à 1 560 habitants.

### Source de la traduction
- (en) Cet article est partiellement ou en totalité issu de l’article de Wikipédia en anglais intitulé « Rollingwood, Texas » (voir la liste des auteurs).